# Ledlamp

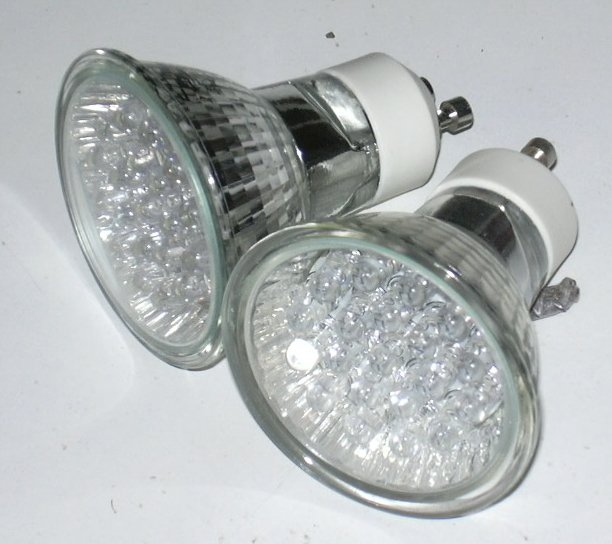
Ledlamp met bajonetvoet

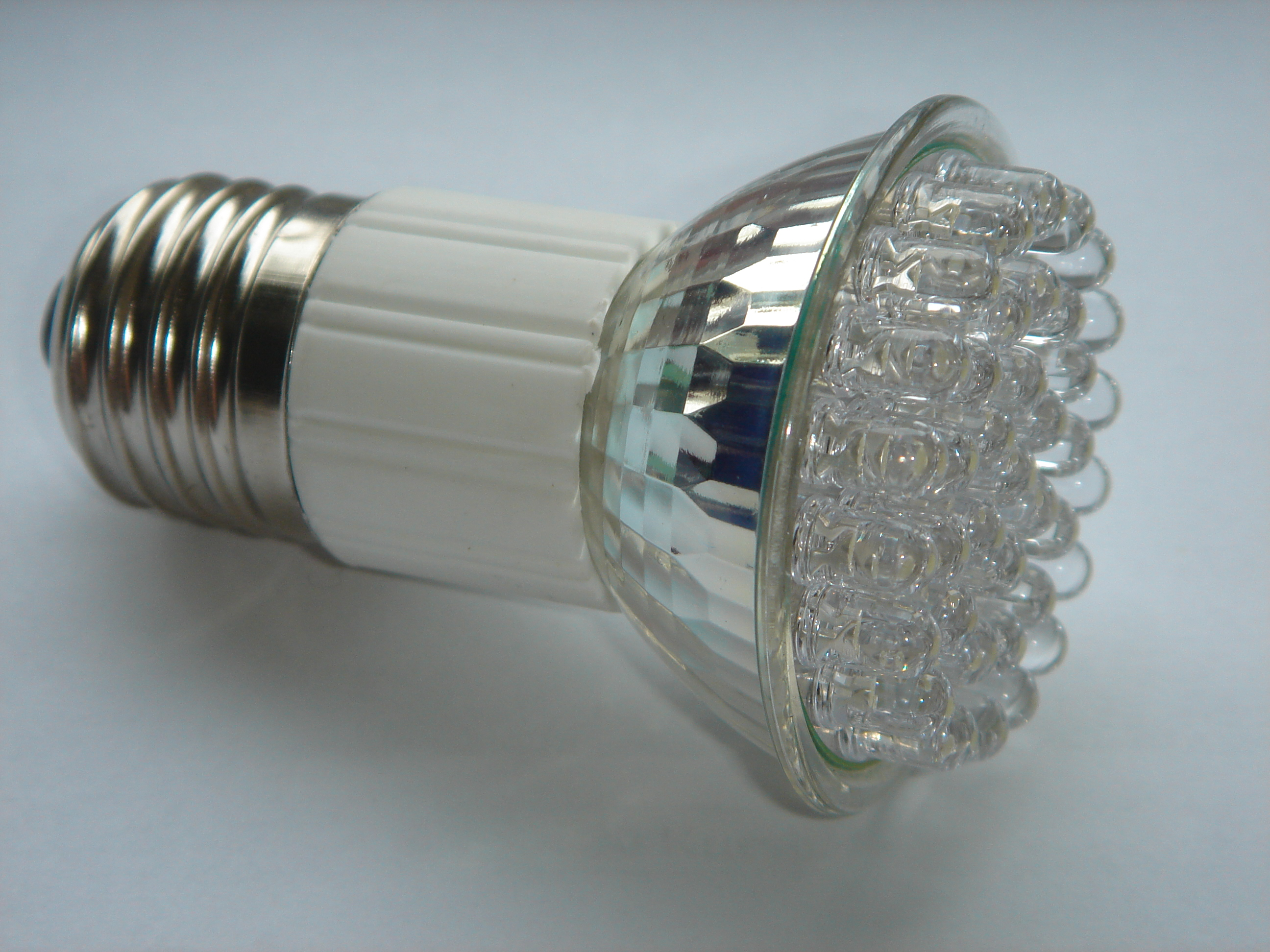
Ledlamp met Edison-schroefdraad

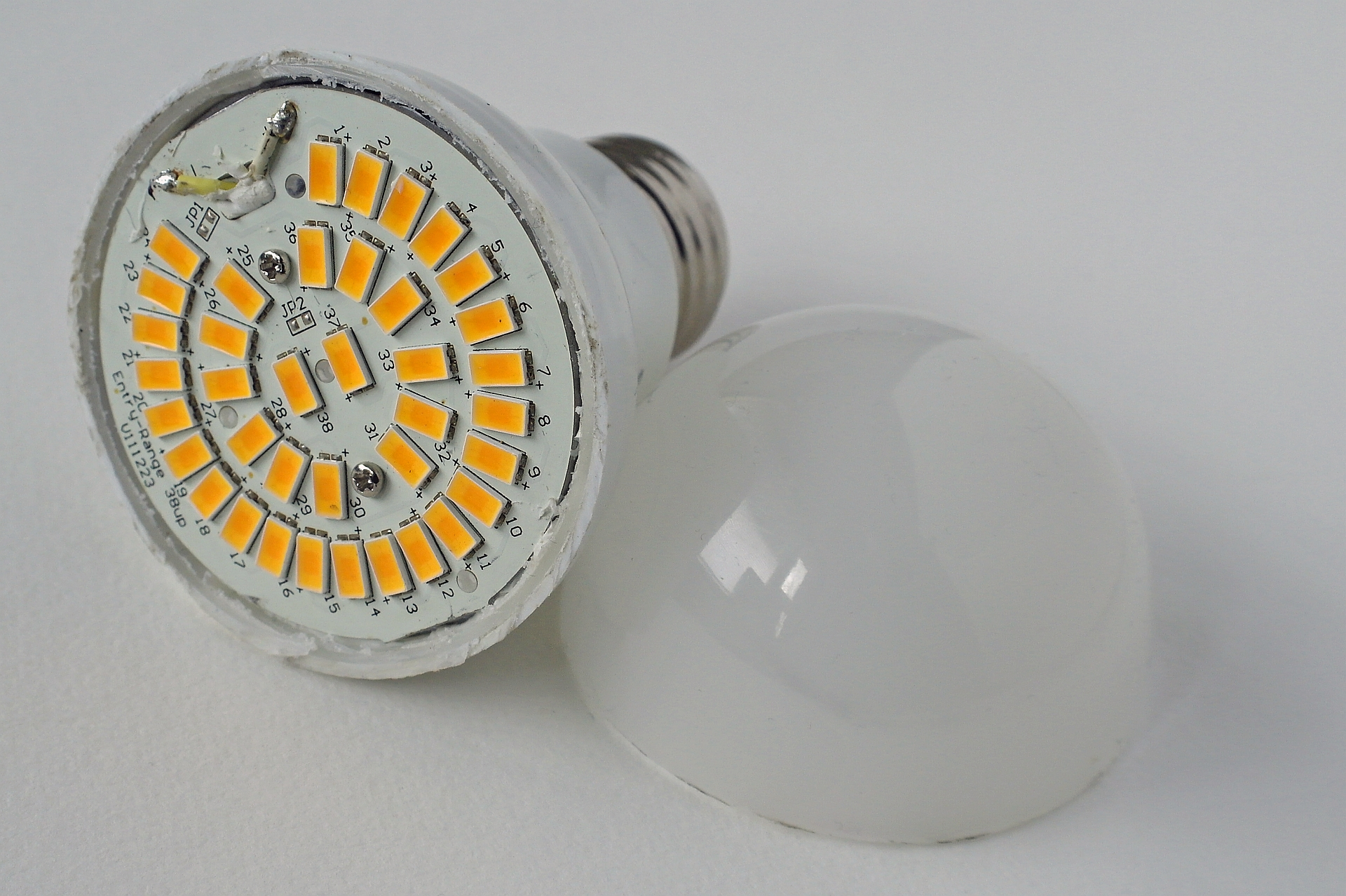
Ledlamp met verwijderde kap met de zichtbare gesoldeerde SMD-leds

Een ledlamp is opgebouwd uit een groep van licht-emitterende diodes (leds). De karakteristieken van de toegepaste leds in de lamp bepalen samen met de stralingshoek de lichtstroom, lichtsterkte en kleurweergave.

## Eigenschappen

### Model
Ledlampen komen in verschillende modellen voor, waaronder de vorm en grootte van een klassieke gloeilamp met grote (E27) of kleine (E14) Edison-fitting. Er zijn ook uitvoeringen met andere vormen, maten en aansluitingen, bijvoorbeeld een GU5.3-steekvoet (bipinvoet) of een GU10-bajonetvoet.

### Lichtopbrengst
| Lichtstroom | Vergelijking elektrisch vermogen | Vergelijking elektrisch vermogen | Vergelijking elektrisch vermogen | Vergelijking elektrisch vermogen |
| Lichtstroom | ledlamp                          | spaarlamp                        | gloeilamp                        | halogeenlamp                     |
| 50 lm       | 1 W                              |                                  | 7 W                              |                                  |
| 100 lm      | 1,2 W                            |                                  | 15 W                             |                                  |
| 150 lm      |                                  |                                  |                                  | 18 W                             |
| 200 lm      | 2 W                              | 5 W                              | 25 W                             |                                  |
| 300 lm      | 3 W                              |                                  |                                  | 28 W                             |
| 400 lm      | 4 W                              | 8 W                              | 40 W                             |                                  |
| 500 lm      | 5,5 W                            |                                  |                                  |                                  |
| 600 lm      | 6 W                              | 11 W                             |                                  | 42 W                             |
| 700 lm      |                                  | 13 W                             | 60 W                             |                                  |
| 800 lm      |                                  | 15 W                             |                                  |                                  |
| 850 lm      |                                  |                                  |                                  | 52 W                             |
| 900 lm      | 8 W                              | 16 W                             | 75 W                             |                                  |
| 1000 lm     | 11 W                             |                                  |                                  |                                  |
| 1100 lm     |                                  | 18 W                             |                                  |                                  |
| 1300 lm     |                                  | 22 W                             | 100 W                            | 70 W                             |
| 1500 lm     | 18 W                             | 25 W                             |                                  |                                  |
| 1800 lm     | 20 W                             | 28 W                             |                                  |                                  |
| 1900 lm     |                                  |                                  |                                  | 105 W                            |
| 2100 lm     |                                  | 33 W                             | 150 W                            |                                  |

Bij ledlampen zijn de lichtstroom (in lumen (lm)), de lichtsterkte (in candela (cd)) en de stralingshoek (in graden (°)) gerelateerd.
Lichtstroom is een maat voor de hoeveelheid energie die een lichtbron in totaal (in alle richtingen) uitzendt. De eenheid van lichtstroom is het lumen. De lichtstroom van een gloeilamp van 40 watt is bijvoorbeeld 415 lm.
De lichtsterkte (helderheid) van een lichtbron geeft aan hoeveel vermogen de lichtbron per stralingshoek uitzendt. Voor leds wordt de lichtsterkte uitgedrukt in millicandela (mcd). 1000 millicandela is gelijk aan 1 candela. Hoe kleiner de stralingshoek waarin het licht uitgezonden wordt, hoe hoger de lichtsterkte (bij gelijkblijvende lichtstroom).
Om bij benadering de hoeveelheid lumen uit te rekenen wordt het aantal candela's gedeeld door het deelgetal dat bij de stralingshoek van de lamp hoort (zie MR16).
Voorbeeld: een lamp met een verlichtingssterkte van 590 cd (590.000 mcd) en een stralingshoek van 40° geeft {\displaystyle \scriptstyle {590 \over 2,64}\ \mathrm {lm} =223,48\ \mathrm {lm} }.
| Stralingshoek | Delen door |
| ------------- | ---------- |
| 5°            | 167,22     |
| 10°           | 41,82      |
| 15°           | 18,50      |
| 20°           | 10,48      |
| 25°           | 6,71       |
| 30°           | 4,67       |
| 35°           | 3,44       |
| 40°           | 2,64       |
| 45°           | 2,09       |

Hieruit blijkt dat een 1000 mcd 30°-led net zoveel licht uitstraalt als een 4000 mcd 15°-led. De stralingshoek is tweemaal zo groot en daarmee ook de straal r van de lichtcirkel. De oppervlakte van de lichtcirkel (π·r²) wordt daarmee 2² = viermaal zo groot. De eerste led levert met 1000 mcd (= 1 cd) een lichtstroom op van {\displaystyle \scriptstyle {1 \over 4,67}\ \mathrm {lm} =0,21\ \mathrm {lm} }. De tweede led levert eenzelfde lichtstroom op, namelijk {\displaystyle \scriptstyle {4 \over 18,5}\ \mathrm {lm} =0,21\ \mathrm {lm} }.
De huidige ledlamp zet zo'n 50% van de opgenomen energie om in zichtbaar licht. Bij een fluorescentielamp (spaarlamp of tl-buis) is dit zo'n 35% en bij een gloeilamp 10% (zie ook rendement van een lamp).
De Unified glare rating (UGR) is een maatstaf van de International Commission on Illumination (CIE) voor het beoordelen van de mate van verblinding door lichtbronnen in binnenomgevingen, met name relevant in het tijdperk van ledverlichting. Deze UGR-waarde speelt een belangrijke rol bij ontwerp en toepassing van verlichtingssystemen.

### Kleurtemperatuur
Naast het lichtrendement (lm/W) kan de kleurtemperatuur aangegeven worden in kelvin of mired (1 miljoen gedeeld door de kleurtemperatuur in kelvin) en de kleurweergave-index.
| Kleurtemperatuur | kelvin      | mired     |
| ---------------- | ----------- | --------- |
| Extra warmwit    | < 2700      | 370       |
| Warmwit          | 3000 - 3200 | 333 - 345 |
| Neutraal wit     | 5000        | 250       |
| Koelwit          | > 8000      | 200       |

### Wit licht
Wit licht in ledlampen werd oorspronkelijk gemaakt door met behulp van een UV-led een fluorescerende laag ('fosfor') te belichten. Inmiddels zijn er ook varianten die direct wit licht uitstralen. Om zacht wit licht te krijgen worden weer andere stoffen gebruikt die een warm-witte kleur emitteren, zoals goud.

## Voordelen

### Levensduur en toepassingen
Een ledlamp kan theoretisch ongeveer 50.000 branduren meegaan (afhankelijk van het merk werkt een normale gloeilamp gemiddeld 1.000 branduren, een spaarlamp tussen de 8.000 en 15.000 branduren en een tl-buis tussen de 12.000 en 17.000 branduren en tot 66.000 met elektronische voorschakelapparatuur). In de praktijk blijkt een ledlamp 20.000 tot 40.000 branduren mee te gaan. Vooral de eerdere modellen uit 2005-2007 kennen vroegtijdig uitval, anno 2009 zijn deze kinderziektes zo goed als verholpen.
Een ledlamp wordt nauwelijks warm en is tril- en schokbestendig. De lichtterugval in de lichtopbrengst over de gehele termijn is minder dan 30%. De eerste generatie ledlampen kon niet gedimd worden, maar dimbare modellen zijn inmiddels op de markt. Door de geringe grootte kunnen ledlampen in allerlei vormen en designs verwerkt worden. Ze zijn daarmee geschikt om niet alleen als hoofdverlichting, maar ook als feestverlichting (bijvoorbeeld kerstverlichting) gebruikt te worden.
Naast ledlampen voor in huis zijn er tegenwoordig ook ledlampen voor in de auto. Ook deze gaan vele malen langer mee en worden minder warm.

### Kosten
| Totale kosten, gebaseerd op 25.000 branduren (ca. 7 jaar lang, 10 uur per dag) | Totale kosten, gebaseerd op 25.000 branduren (ca. 7 jaar lang, 10 uur per dag) | Totale kosten, gebaseerd op 25.000 branduren (ca. 7 jaar lang, 10 uur per dag) | Totale kosten, gebaseerd op 25.000 branduren (ca. 7 jaar lang, 10 uur per dag) | Totale kosten, gebaseerd op 25.000 branduren (ca. 7 jaar lang, 10 uur per dag) | Totale kosten, gebaseerd op 25.000 branduren (ca. 7 jaar lang, 10 uur per dag) |
| soort lamp                                                                     | aanschafkosten                                                                 | +                                                                              | (stroomverbruik × stroomprijs)                                                 | =                                                                              | totale kosten                                                                  |
| ------------------------------------------------------------------------------ | ------------------------------------------------------------------------------ | ------------------------------------------------------------------------------ | ------------------------------------------------------------------------------ | ------------------------------------------------------------------------------ | ------------------------------------------------------------------------------ |
| gloeilamp                                                                      | 25 × € 0,45                                                                    | +                                                                              | 25 W × 25.000 h × € 0,21 / kWh                                                 | =                                                                              | € 142,50                                                                       |
| tl-buis                                                                        | 4 × € 3,00                                                                     | +                                                                              | 4 W × 25.000 h × € 0,21 / kWh                                                  | =                                                                              | € 33,00                                                                        |
| spaarlamp                                                                      | 3 × € 6,00                                                                     | +                                                                              | 5 W × 25.000 h × € 0,21 / kWh                                                  | =                                                                              | € 44,25                                                                        |
| ledlamp                                                                        | 1 × € 10,00                                                                    | +                                                                              | 2 W × 25.000 h × € 0,21 / kWh                                                  | =                                                                              | € 20,50                                                                        |

| Kostenvergelijking         | Kostenvergelijking | Kostenvergelijking | Kostenvergelijking | Kostenvergelijking |
|                            | gloeilamp          | tl-buis            | spaarlamp          | ledlamp            |
| -------------------------- | ------------------ | ------------------ | ------------------ | ------------------ |
| gloeilamp                  | 100%               | 23%                | 31%                | 14%                |
| tl-buis                    | 431%               | 100%               | 134%               | 62%                |
| spaarlamp                  | 322%               | 75%                | 100%               | 46%                |
| ledlamp                    | 695%               | 160%               | 215%               | 100%               |
| afgerond op hele procenten |                    |                    |                    |                    |

Lees dit diagram als volgt:
de kosten van het gebruik van tl-buizen zijn 23% van die van het gebruik van gloeilampen;
de kosten van het gebruik van gloeilampen zijn 431% van die van het gebruik van tl-buizen.
De elektriciteitsprijs heeft grote invloed op de verschillen in de totale kosten. Na een stijging van de prijs voor 1 kWh naar bijvoorbeeld 50 cent zijn de verschillen groter:
| Totale kosten, gebaseerd op 25.000 branduren (ca. 7 jaar lang, 10 uur per dag) | Totale kosten, gebaseerd op 25.000 branduren (ca. 7 jaar lang, 10 uur per dag) | Totale kosten, gebaseerd op 25.000 branduren (ca. 7 jaar lang, 10 uur per dag) | Totale kosten, gebaseerd op 25.000 branduren (ca. 7 jaar lang, 10 uur per dag) | Totale kosten, gebaseerd op 25.000 branduren (ca. 7 jaar lang, 10 uur per dag) | Totale kosten, gebaseerd op 25.000 branduren (ca. 7 jaar lang, 10 uur per dag) |
| soort lamp                                                                     | aanschafkosten                                                                 | +                                                                              | (stroomverbruik × stroomprijs)                                                 | =                                                                              | totale kosten                                                                  |
| ------------------------------------------------------------------------------ | ------------------------------------------------------------------------------ | ------------------------------------------------------------------------------ | ------------------------------------------------------------------------------ | ------------------------------------------------------------------------------ | ------------------------------------------------------------------------------ |
| gloeilamp                                                                      | 25 × € 0,45                                                                    | +                                                                              | 25 W × 25.000 h × € 0,50 / kWh                                                 | =                                                                              | € 323,75                                                                       |
| tl-buis                                                                        | 4 × € 3,00                                                                     | +                                                                              | 4 W × 25.000 h × € 0,50 / kWh                                                  | =                                                                              | € 62,00                                                                        |
| spaarlamp                                                                      | 3 × € 6,00                                                                     | +                                                                              | 5 W × 25.000 h × € 0,50 / kWh                                                  | =                                                                              | € 80,50                                                                        |
| ledlamp                                                                        | 1 × € 10,00                                                                    | +                                                                              | 2 W × 25.000 h × € 0,50 / kWh                                                  | =                                                                              | € 35,00                                                                        |

### Inschakeltijd
Bij een fluorescentielamp (spaarlamp of tl-buis) kan het 10 tot 50 seconden duren voordat de lamp de volledige lichtopbrengst geeft. Ledlampen hebben hiervoor, net als gloei- en halogeenlampen, slechts een fractie van een seconde nodig. Een ledlamp kan goed tegen snel in- en uitschakelen.

## Nadelen
Ledlampen zijn relatief duur in aanschaf. Ze verdienen zichzelf echter, afhankelijk van het gebruik, binnen een paar jaar terug.
Eerdere generaties ledlampen hadden een kleinere stralingshoek, waardoor ze ongeschikt werden bevonden om bijvoorbeeld een hele ruimte te verlichten. Tegenwoordig zijn er volop ledlampen te koop met een stralingshoek van 360°.
Ook de kleurtemperatuur liet in het begin te wensen over. Ledlampen werden koud en niet sfeervol bevonden. Er zijn volop ledlampen met verschillende kleurtemperaturen verkrijgbaar, variërend van koel- tot (extra) warmwit.
Ook de kleurweergave-index, die aangeeft of alle kleuren (bij verlichting door een lichtbron) op een natuurlijke manier worden weergegeven, is bij ledlampen nog niet altijd optimaal, er zijn veel goedkope lampen op de markt met een incompleet kleurenspectrum. Voor de acceptatie van ledverlichting bij gebruik binnenshuis is dit een belangrijke factor.
Ledlampen die direct aan het lichtnet worden aangesloten, hebben de neiging te knipperen op de frequentie van het lichtnet (50 of 60 Hz). Door het nagloeien hebben gloeilampen hier minder last van. Het effect is zichtbaar te maken door met de arm te zwaaien onder de ledlamp (stroboscopisch effect).

### Warmteafvoer
Gloei- en spaarlampen kunnen de warmte die ze genereren verdragen. De lichtopbrengst van ledlampen loopt daarentegen bij hogere temperaturen sterk terug. De warmte die ze ontwikkelen moet daarom, hoewel zij veel minder is dan die van gloei- en spaarlampen, afgevoerd worden. Ledlampen worden daartoe voorzien van een aluminium koellichaam, dat vaak verbonden wordt aan het armatuur om het koeloppervlak te vergroten. Verder zijn er in het armatuur vaak openingen voor luchtkoeling. Als een armatuur in een koof is ingebouwd, neemt de luchtstroom vaak zodanig af dat de temperatuur in het armatuur te hoog oploopt (zelfs indien luchtopeningen aanwezig zijn), met als gevolg permanente temperatuurschade.

## Toepassingen

### Land- en tuinbouw
Ledlampen, ingezet als assimilatieverlichting, kunnen dankzij de lagere warmteproductie dichter op de plant geplaatst worden. Ook is het hierdoor mogelijk om, zonder extreme warmteopbouw, gestapeld te kweken onder kunstlicht (verticale landbouw). Diverse elektronica- en chemieconcerns doen proeven met ledlampen voor het verbouwen van groenten in een cleanroom of fytotron in een fabriekshal, kantoor of winkel, waardoor er geen pesticiden nodig zouden zijn tegen plantenziekten en insecten.
In de tuinbouw worden ledlampen gebruikt als kweeklamp voor stekken en als groeilamp met blauwe (450 nanometer) en rode leds (660 nm) voor de groei en bloei van planten. Door ledlampen te gebruiken die alleen dat licht uitstralen dat door de planten gebruikt kan worden, kan een hoger energierendement behaald worden.
Waar de lichtmeter gecorrigeerd wordt voor de sensitiviteitscurve van het menselijk oog wordt voor planten een andere aanduiding gebruikt. Voor de bepaling van fotosynthese wordt het aantal fotonen in het gebied van 400 tot 700 nm dat door de bladeren geabsorbeerd wordt gemeten. Dit wordt Photosynthetic Photon Flux Density (PPFD) genoemd en uitgedrukt in micromol aan fotonen per m² per seconde. De photosynthetic photon flux (PPF) wordt in de tuinbouw gemeten met een foton-fluxsensor. Planten doen de registratie van licht met een fytochroom.

### Straatverlichting
Straatverlichting langs de weg en op andere plaatsen in de openbare ruimte, zoals in parken, wordt vervangen door ledverlichting vanwege de kostenbesparingen. Ook natriumlampen worden daar veel gebruikt.

### Stadion- en sportveldverlichting
Sinds 2009 is ledverlichting geschikt om sportvelden en stadions volgens de gestelde eisen te verlichten. De hoeveelheid lumen per Watt is ongeveer gelijk aan die van conventionele stadionlampen. De voordelen zijn dat ledlampen:
- dimbaar zijn, waardoor er bijvoorbeeld tijdens trainingen niet met vol vermogen gespeeld hoeft te worden;
- snel in- en uitgeschakeld kunnen worden en geen opwarmtijd nodig hebben. Voor en na een wedstrijd en tijdens de rust kan de sterkte van de veldverlichting meteen teruggebracht worden;
- gedurende de gebruikstijd minder snel in lichtopbrengst teruglopen en daarom minder snel vervangen hoeven te worden.

## Onderzoek
Met nano-imprint lithography wordt het lichtgevende oppervlak van het polymeer vergroot. Er wordt onderzoek gedaan naar het verhogen van het productietempo.
De Technologiestichting STW, die innovatie in topsectoren stimuleert, heeft voor de periode 2015-2018 het project LED it be 50% aangewezen voor onderzoek van ledlampen in de landbouw.

## Toekomst
Sinds 2014 kunnen ledlampen de meeste types halogeenlampen, gloeilampen en tl-buizen vervangen zonder verlies in lichtopbrengst en in lichtkleur. Door de hogere aanschafkosten wordt er toch vaak nog voor conventionele verlichting gekozen. Vanaf 2016 is voor professionele gebruikers led-verlichting de eerste keus. Dit vertaalt zich in de voorraden die lichtdistributeurs hebben liggen. Armaturen met tl-buizen komen steeds minder op voorraad te liggen en gloeilampen worden uitgefaseerd. Anno 2020 is er voor praktisch elk type lamp een vervangend led-exemplaar verkrijgbaar.
Steeds meer steden gaan over op ledverlichting. De besparingen op energie en onderhoud zorgen er met de huidige generatie ledlampen voor dat investeringen snel kunnen worden terugverdiend. In verkeerslichten hebben ze inmiddels de gloeilamp vrijwel volledig vervangen.